# 古林尚
古林 尚（ふるばやし たかし 1927年11月20日 - 1998年12月30日）は日本の文芸評論家。本名の読み方は「ひさし」。
広島県府中町に生まれる。海軍小学校、県立府中中学校（現・広島県立府中高等学校）、旧制姫路高等学校（現・神戸大学）理科乙類卒業。1950年、早稲田大学露文科入学。同年、早稲田大学10月闘争に立会い、1952年には10月闘争の記録『真実のあかしのために』を日高書店から刊行した。1953年、日本近代文学研究所の所員となる。1954年早稲田大学を卒業。
高校で国語教師を務め、また大学で近現代文学を教える傍ら、主としてマルクス主義・戦後民主主義の立場から戦後日本文学を研究し、文芸評論を発表。1970年11月18日夕方に三島由紀夫（自決の一週間前）と大田区の三島邸で対談した。これが三島にとっては最後の対談となった。翌1971年に『戦後派作家は語る』（筑摩書房）を刊行した。同作は野間宏、武田泰淳、堀田善衛、埴谷雄高、井上光晴、椎名麟三、三島由紀夫へのインタビューをまとめたもの。
1998年に心臓発作により急逝。生涯独身だったため、翌1999年の正月が明けた頃、古林と親しくしていた隣人により死体を発見された。
訳書にムサトフ『こぐま星座』（岩波書店）など。人工衛星という訳語の考案者でもある。